# Angijak Island
Angijak Island – niezamieszkana wyspa w Cieśninie Davisa, w Archipelagu Arktycznym, w regionie Qikiqtaaluk, na terytorium Nunavut, w Kanadzie. Jest położona w pobliżu wschodnich brzegów Ziemi Baffina. Jej powierzchnia wynosi 134 km². W pobliżu Angijak Island znajdują się wyspy: Akuglek Island (9,9 km), Nuvuktik Island (16,1 km), Kekertuk Island (29,5 km) i Kekertaluk Island (45,9 km).